# Stavanger (Schiff, 2003)
Die Stavangerⓘ ist eine als Katamaran gebaute Doppelendfähre der norwegischen Reederei Norled.

## Geschichte
Die Fähre des Typs FerryCat 120 wurde unter der Baunummer 1664 auf der norwegischen Werft Fjellstrand in Omastrand gebaut und im Mai 2003 an die Reederei Stavangerske in Stavanger abgeliefert. Sie wurde auf der Strecke zwischen Stavanger und Tau in Dienst gestellt. Durch ihre hohe Geschwindigkeit von rund 22 kn verkürzte die Fähre die Passage von rund 45 Min. auf rund 25 Min. Durch die Verschmelzung der Reedereien Stavangerske und Tide Sjø im Oktober 2007 kam das Schiff zu Tide Sjø.
Zwischen Juli 2010 und Oktober 2010 fuhr das Schiff in Charter der Reederei Bastø Fosen zwischen Moss und Horten. Im folgenden Jahr wurde die Fähre erneut von Bastø Fosen gechartert und zwischen Moss und Horten eingesetzt, nachdem der Oslofjordtunnel aufgrund eines in Brand geratenen Lkw am 23. Juni 2011 gesperrt wurde. Der Tunnel wurde am 8. Juli 2011 wieder freigegeben, blieb aber noch für Lkw ab 7,5 t Gesamtgewicht gesperrt. Somit verblieb die Stavanger zur Verstärkung der Kapazität auf der Strecke zwischen Moss und Horten, auch nachdem der Oslofjordtunnel am 1. Juli 2012 auch für Lkw ab 7,5 t Gesamtgewicht wieder freigegeben wurde. Der Einsatz auf der Strecke zwischen Moss und Horten endete Ende September 2012, da die Fähre von der Reederei Norled, die Anfang Januar 2012 aus der Reederei Tide Sjø hervorgegangen war, für die Verbindung zwischen Stavanger und Tau benötigt wurde. Als Ersatz kaufte Bastø Fosen die Fähre Tranøy, die sie als Bastø V über den Oslofjord einsetzte. Seit Anfang 2015 verkehrt die Stavanger zwischen Lavik und Oppendal.
Der Entwurf der Fähre stammte von der Bauwerft Fjellstrand.

## Technische Daten und Ausstattung
Das Schiff wird von vier Zwölfzylinder-Viertakt-Dieselmotoren des Herstellers MTU Friedrichshafen (Typ: 12V4000M60) mit insgesamt 5280 kW Leistung angetrieben. Die Motoren wirken über Untersetzungsgetriebe jeweils auf eine Ulstein-Aquamaster-Propellergondel mit Zugpropeller, die an den Enden der Rümpfe angebracht sind. Für die Stromerzeugung stehen zwei von Volvo-Penta-Dieselmotoren mit jeweils 230 kW Leistung angetriebene Stamford-Generatoren zur Verfügung.
Rümpfe und Aufbauten der Fähre sind aus Aluminium gefertigt. Sie verfügt über ein durchlaufendes Fahrzeugdeck mit sechs Fahrspuren. Dieses ist auf die beiden Rümpfe aufgesetzt. Das Fahrzeugdeck ist über Rampen an beiden Enden der Fähre zugänglich. Das Fahrzeugdeck ist im mittleren Bereich von den Decksaufbauten überbaut. Die nutzbare Durchfahrtshöhe beträgt 5 m.
Oberhalb des Fahrzeugdecks befindet sich das Deck mit den Einrichtungen für die Passagiere. Darüber befindet sich ein weiteres Deck mit technischen Betriebsräumen und Räumen für die Schiffsbesatzung. Das Steuerhaus ist mittig auf die Deckaufbauten aufgesetzt. Es kann um 180° gedreht werden, so dass die Steuerkonsole nur für eine Richtung eingebaut werden musste.
Die Fähre kann 120 Pkw befördern. Die maximale Achslast auf dem Fahrzeugdeck beträgt 15 t. Die Passagierkapazität beträgt 393 Personen.